# Coregonus oxyrinchus
El corégono picudo es la especie Coregonus oxyrinchus, un pez eurihalino marino y de agua dulce de la familia salmónidos, que se distribuían por el noreste de Europa.

## Anatomía
La longitud máxima descrita fue de 50 cm, con un peso máximo de 2 kg.

## Hábitat y biología
Es una especie que vive pegados al fondo marino, de costumbres anádromas, remontando los ríos para reproducirse.
Se distribuían por las costas desde Irlanda, Holanda, Alemania y todas las costas del mar Báltico; también aparecen en aguas dulces de varios países del centro y este de Europa. A la espera de estudios sobre su presencia en ríos, la especie se considera extinta en el mar. Se considera extinta desde 1940.
Se alimentan de zooplancton, suplementado con invertebrados en los adultos.

## Extinción
Esta especie no ha sido citada desde 1940. Al habitar en estuarios y aguas salobres a la desembocadura de ríos su hábitat sufrió una gran contaminación, lo que se considera la causa de su extinción.  